# Nhật Tựu
Nhật Tựu là một xã thuộc huyện Kim Bảng, tỉnh Hà Nam, Việt Nam.
Xã Nhật Tựu có diện tích 3,93 km², dân số năm 1999 là 4.713 người, mật độ dân số đạt 1.199 người/km².